# Hilde Hawlicek
Hilde Hawlicek (ur. 14 kwietnia 1942 w Wiedniu) – austriacka polityk i nauczycielka, parlamentarzystka krajowa, minister, deputowana do Parlamentu Europejskiego IV kadencji.

## Życiorys
Absolwentka studiów nauczycielskich z zakresu historii i języka niemieckiego na Uniwersytecie Wiedeńskim (1965). Kształciła się także z zakresu nauk politycznych w Ford-Institut w Wiedniu. Początkowo pracowała w organizacji młodzieżowej, następnie przez kilka lat jako nauczycielka.
Zaangażowała się w działalność polityczną w ramach Socjaldemokratycznej Partii Austrii, zasiadała we władzach krajowych i zarządzie kobiecej organizacji socjaldemokratów. Od 1971 do 1976 zasiadała w austriackim Bundesracie. Następnie do 1996 (z przerwami na czas pełnienia funkcji rządowych) sprawowała mandat posłanki do Rady Narodowej XIV, XV, XVI, XVII, XVIII, XIX i XX kadencji. Od 21 stycznia 1987 do 17 grudnia 1990 była ministrem edukacji, sztuki i sportu w gabinecie, którym kierował Franz Vranitzky.
1 stycznia 1995 została deputowaną do Parlamentu Europejskiego w ramach delegacji krajowej. W pierwszych po akcesie Austrii do Unii Europejskiej wyborach do PE w 1996 utrzymała mandat eurodeputowanej, który wykonywała do 1999, zasiadając we frakcji socjalistycznej. Od 1999 zaangażowana w działalności organizacji emerytów i seniorów.
Odznaczona Odznaką Honorową za Zasługi dla Republiki Austrii VI klasy (1980) i II klasy (1990).